# Neptis rivularis
Neptis rivularis är en fjärilsart som beskrevs av Giovanni Antonio Scopoli 1763. Neptis rivularis ingår i släktet Neptis och familjen praktfjärilar. Inga underarter finns listade i Catalogue of Life.

## Bildgalleri

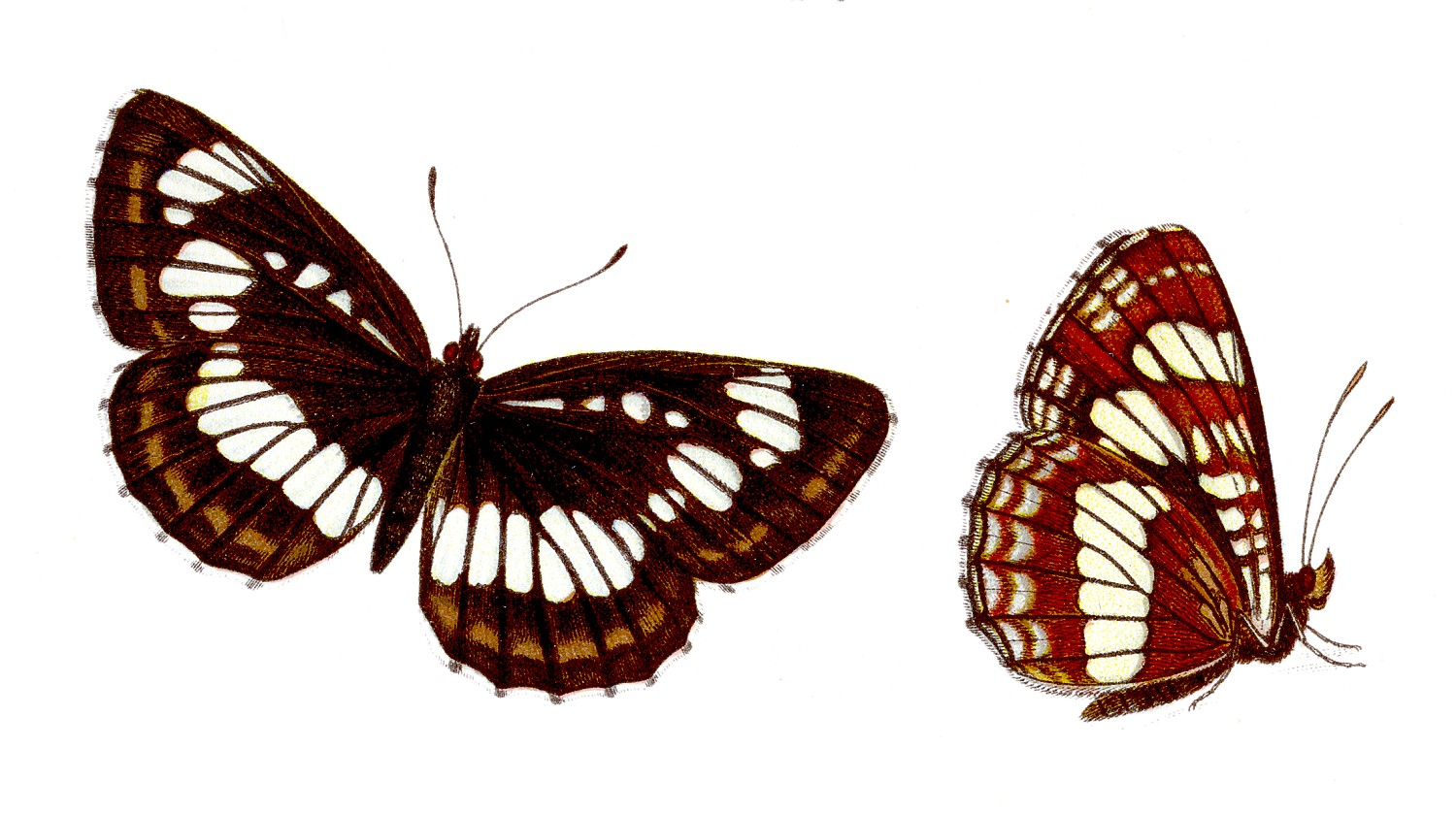
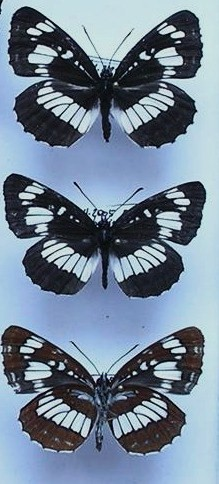
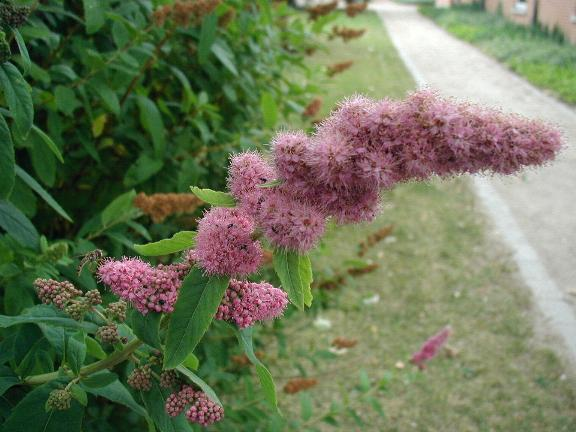
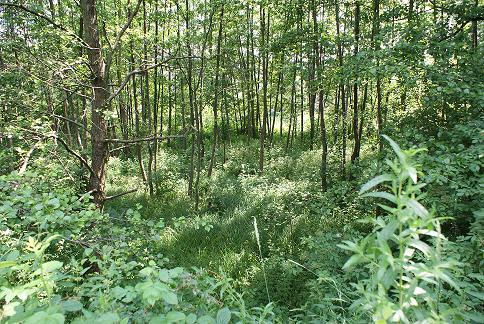